# Werner Döring
Werner Döring (* 2. September 1911 in Berlin; † 6. Juni 2006 in Malente) war ein deutscher Physiker und Professor für  Theoretische Physik an der Universität Hamburg.

## Leben
Werner Döring studierte zunächst in Stuttgart und promovierte 1936 in Theoretischer Physik bei Richard Becker in Berlin (Thema der Dissertation: Über die Temperaturabhängigkeit der Magnetorestriktion von Nickel). Nach der Habilitation wurde er 1939 Privatdozent in Göttingen und 1942 außerordentlicher Professor an der Reichsuniversität Posen. Nach dem Zweiten Weltkrieg kehrte er nach Göttingen als Assistent von Becker zurück und war ab 1946 Diätendozent für Theoretische Physik in Braunschweig. Ab 1949 war er Professor in Gießen, war zu einem einjährigen Forschungsaufenthalt am Deutsch-Französischen Forschungsinstitut Saint-Louis (bei H. Schardin) und 1961 im IBM Forschungslabor Zürich und von 1963 bis zu seiner Emeritierung im Jahre 1977 ordentlicher Professor an der Universität Hamburg am 1. Theoretisch-Physikalischen Institut.
Sein Hauptinteresse galt der Theorie des Magnetismus und speziell Ferromagnetismus, mit der Besonderheit, dass es ihm nicht  auf  Theorie allein, sondern ebenso auf angewandte und experimentelle Aspekte ankam. Bemerkenswert ist auch die vielbeachtete Theorie von Richard Becker und Werner Döring zur Keimbildung kleiner Tröpfchen (1935). Sein Buch über Ferromagnetismus mit Becker von 1939 war lange ein Standardwerk. Er befasste sich auch mit Detonation in Gasen (mit Becker, 1943) und Strahldarstellungen von Raumgruppen.
Dörings Lehrbücher zur Theoretischen Physik haben mehrere Generationen von Physikstudierenden nachhaltig beeinflusst.
Er war Vertreter der DPG in der IUPAP Kommission für Magnetismus.

## Publikationen (Auswahl)
- R. Becker, W. Döring, Kínetische Behandlung der Keimbildung in übersättigten Dämpfen, Annalen der Physik 24, 719 (1935)
- R. Becker, W. Döring, Ferromagnetismus, Berlin, Springer 1939
- W. Döring, Einführung in die Theoretische Physik (Sammlung Göschen; fünf Bände: Mechanik,  Elektrodynamik, Optik, Thermodynamik, Statistische Mechanik), Berlin, 1957
- W. Döring, Einführung in die Quantenmechanik, Vandenhoeck & Ruprecht, Göttingen 1962
- W. Döring, Mikromagnetismus, in: Handbuch der Physik, S. Flügge Ed., Bd. XVIII/2, 1966
- W. Döring, Point Singularities in Micromagnetism, J. Appl. Phys. 39, 1006 (1968).
- W. Döring, Atomphysik und Quantenmechanik (Band 1: Grundlagen - Berlin : De Gruyter, 2. verbesserte Auflage 1981, ISBN 3-11-008199-7; Band 2: Die allgemeinen Gesetze, dito, 1976,  ISBN 3-11-004590-7; Band 3: Anwendungen, dito, 1979, ISBN 3-11-007090-1)